# Bill Gaines
William Roosevelt Gaines, detto Bill (10 marzo 1946), è un ex cestista statunitense, professionista nella ABA.

## Carriera
Venne selezionato dai San Diego Rockets al quindicesimo giro del Draft NBA 1968 (182ª scelta assoluta).
Disputò una partita con gli Houston Mavericks nella stagione ABA 1968-69.